# 里加—陶格夫匹尔斯铁路
里加-陶格夫匹尔斯铁路是拉脱维亚一条长218（135英里）的铁路线，连接拉脱维亚中部的里加市和东南部的陶格夫匹尔斯市。
铁路线在里加和葉卡布皮爾斯之间为双轨，在葉卡布皮爾斯和陶格夫匹尔斯之间为单轨，其轨距为1,520毫米（4英尺11+27⁄32英寸）（沙俄规格）。该铁路线建于1861年，是拉脱维亚历史最悠久的铁路线之一。

## 历史

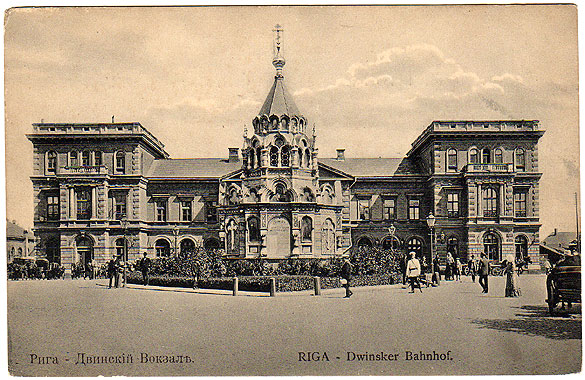
里加德文斯克站（1893年之前称为迪纳堡站，后来则称为里加中央站）的景色，位于里加-陶格夫匹尔斯铁路线的西端；该建筑于1950年代被拆除

该铁路线于1861年9月21日通车，是拉脱维亚最早的铁路线之一。它是里加-奥廖尔铁路线的一部分，该铁路线全长15,467 km（9,611 mi），是当年沙皇俄国重点建设的大工程。铁路线连接波罗的海沿岸的里加和俄罗斯中部的奥廖尔。在陶格夫匹尔斯，该铁路线与圣彼得堡-华沙铁路相连，至此里加正式和沙俄的铁路网相连。到了1894年，铁路线正式被确认为国有资产。

2016年拉脱维亚的铁路线

### 注脚
1. ↑  Dvinsk Station
2. ↑  Dinaburg Station